# Джон Скейлз
Джон Скейлз (англ. John Scales, нар. 4 липня 1966, Гаррогейт) — англійський футболіст, що грав на позиції центрального захисника, зокрема за клуб «Вімблдон», з яким вигравав Кубок Англії, а також за національну збірну Англії.

## Клубна кар'єра
У дорослому футболі дебютував 1984 року виступами за команду клубу «Лідс Юнайтед», а протягом 1985—1987 років захищав кольори «Бристоль Роверс».
Своєю грою за останню команду привернув увагу представників тренерського штабу клубу «Вімблдон», до складу якого приєднався 1987 року. Відіграв за клуб з Лондона наступні сім сезонів своєї ігрової кар'єри. Більшість часу, проведеного у складі «Вімблдона», був основним гравцем захисту команди. 1988 року допоміг команді стати переможцем Кубка Англії,
У вересні 1994 року гравця за 3,5 мільйони придбав «Ліверпуль», в команді якого Скайлз протягом двох сезонів був основним центральним захисником.
Наступною командою Скайлза став «Тоттенгем Готспур», в якому він провів чотири сезони, проте виходив на поле нерегулярно, багато часу проводячи відновлюючись від травм.
Завершив професійну ігрову кар'єру у клубі «Іпсвіч Таун», за команду якого виступав протягом 2000—2001 років, провівши лише два матчі, після чого через травму був змугений припинити виступи.

## Виступи за збірну
Протягом 1995 року провів три офіційні гри у складі національної збірної Англії, після чого в її лавах на поле не виходив.

## Титули і досягнення
- Володар Кубка Англії (1):

«Вімблдон»: 1987-1988